# Brunei op de Olympische Zomerspelen 2020
Brunei was een van de deelnemende landen aan de Olympische Zomerspelen 2020 in Tokio, Japan. De selectie bestond uit 2 atleten, actief in 2 verschillende disciplines. De Bruneise atleten wisten geen medailles te behalen.

## Atleten
Hieronder volgt een overzicht van de atleten die zich hebben verzekerd van deelname aan de Olympische Zomerspelen 2020 in 2021.
| sport    | mannen | vrouwen | totaal |
| -------- | ------ | ------- | ------ |
| Atletiek | 1      | 0       | 1      |
| Zwemmen  | 1      | 0       | 1      |
| totaal   | 2      | 0       | 2      |

## Sporten

### Atletiek
Mannen
Loopnummers
| atleet                      | onderdeel | series | series | kwartfinale | kwartfinale | halve finale   | halve finale   | finale         | finale         |
| atleet                      | onderdeel | tijd   | rang   | tijd        | rang        | tijd           | rang           | tijd           | rang           |
| --------------------------- | --------- | ------ | ------ | ----------- | ----------- | -------------- | -------------- | -------------- | -------------- |
| Muhd Noor Firdaus Ar-Rasyid | 200 m     | 21,83  | 7      | n.v.t.      | n.v.t.      | niet geplaatst | niet geplaatst | niet geplaatst | niet geplaatst |

### Zwemmen
Mannen
| atleet             | onderdeel        | series  | series | halve finale   | halve finale   | finale         | finale         |
| atleet             | onderdeel        | tijd    | rang   | tijd           | rang           | tijd           | rang           |
| ------------------ | ---------------- | ------- | ------ | -------------- | -------------- | -------------- | -------------- |
| Muhammad Isa Ahmad | 100 m schoolslag | 1.08,65 | 47     | niet geplaatst | niet geplaatst | niet geplaatst | niet geplaatst |